# Champion des champions de snooker
Le champion des champions de snooker est un tournoi professionnel de snooker de catégorie non classé qui a été organisé en 1978 et 1980 et relancé en 2013 par Matchroom Sport, société britannique de promotion d'événements sportifs.
Les 16 participants sont les vainqueurs des principaux tournois organisés par la World Professional Billiards and Snooker Association (WPBSA) au cours des 12 mois précédents et, si nécessaire, les autres joueurs les mieux classés de l'année. En 2019, la dotation totale est portée à 440 000 £ dont 150 000 £ pour le vainqueur.
Ronnie O'Sullivan a remporté ce tournoi à quatre reprises.

## Historique
L'épreuve a été créée en 1978 par le promoteur de boxe Mike Barrett et s'est disputée entre quatre joueurs à l'ancien centre de conférences de Wembley à Londres. Elle s'est déroulée sur deux jours : les demi-finales le premier jour et la finale le second. Le champion du monde Ray Reardon a battu le vainqueur du Masters Alex Higgins 11–9 en finale. De brefs résumés ont été diffusés sur ITV le lendemain après-midi.
Le tournoi n'a pas eu lieu en 1979 mais réapparaît en 1980 au New London Theatre de Drury Lane à Londres avec un format révisé. Dix joueurs sont en compétition, partagés en deux groupes. Chaque groupe joue un round-robin dont les vainqueurs se retrouvent en finale. Doug Mountjoy bat John Virgo 10–8 en finale. Le tournoi est alors abandonné en raison de son peu d'audience et d'une déconvenue financière.
L'épreuve est relancée en 2013 par Matchroom Sport. Elle se tient en novembre à la Ricoh Arena de Coventry et voit s'affronter 16 des meilleurs joueurs mondiaux. L'événement est diffusé en direct, au Royaume-Uni, sur la chaîne de télévision ITV4. Les tournois de 2013 et 2014 sont tous deux gagnés par Ronnie O'Sullivan qui choisit de ne pas défendre son titre en 2015. Le tournoi est alors remporté par Neil Robertson. L'édition 2016 est gagnée par John Higgins qui bat O'Sullivan en finale. O'Sullivan atteint de nouveau la finale lors des deux éditions suivantes : il s'incline face à Shaun Murphy (2017) et l'emporte contre Kyren Wilson (2018). En 2019, Neil Robertson remporte le tournoi pour la deuxième fois.
En raison de la pandémie de coronavirus, l'édition 2020 est délocalisée à la Marshall Arena de Milton Keynes. Mark Allen remporte le tournoi pour la première fois de sa carrière dans un remake de la finale de 2015.
En 2021, la compétition se dispute au Bolton Whites Hotel de Bolton et est remportée pour la première fois par Judd Trump, qui restait sur trois échecs en finale. Lors des deux éditions suivantes, elle reste à Bolton mais déménage au stade de l'Université de la ville. En 2022, Ronnie O'Sullivan enregistre un quatrième titre.    

## Palmarès
| Année                               | Ville                               | Vainqueur                           | Finaliste                           | Score                               | Saison                              |
| Champion des champions (non classé) | Champion des champions (non classé) | Champion des champions (non classé) | Champion des champions (non classé) | Champion des champions (non classé) | Champion des champions (non classé) |
| ----------------------------------- | ----------------------------------- | ----------------------------------- | ----------------------------------- | ----------------------------------- | ----------------------------------- |
| 1978                                | Londres                             | Ray Reardon                         | Alex Higgins                        | 11–9                                | 1978-1979                           |
| 1980                                | Londres                             | Doug Mountjoy                       | John Virgo                          | 10–8                                | 1980-1981                           |
| 2013                                | Coventry                            | Ronnie O'Sullivan                   | Stuart Bingham                      | 10–8                                | 2013-2014                           |
| 2014                                | Coventry                            | Ronnie O'Sullivan (2)               | Judd Trump                          | 10–7                                | 2014-2015                           |
| 2015                                | Coventry                            | Neil Robertson                      | Mark Allen                          | 10–5                                | 2015-2016                           |
| 2016                                | Coventry                            | John Higgins                        | Ronnie O'Sullivan                   | 10–7                                | 2016-2017                           |
| 2017                                | Coventry                            | Shaun Murphy                        | Ronnie O'Sullivan                   | 10–8                                | 2017-2018                           |
| 2018                                | Coventry                            | Ronnie O'Sullivan (3)               | Kyren Wilson                        | 10–9                                | 2018-2019                           |
| 2019                                | Coventry                            | Neil Robertson (2)                  | Judd Trump                          | 10–9                                | 2019-2020                           |
| 2020                                | Milton Keynes                       | Mark Allen                          | Neil Robertson                      | 10–6                                | 2020-2021                           |
| 2021                                | Bolton                              | Judd Trump                          | John Higgins                        | 10–4                                | 2021-2022                           |
| 2022                                | Bolton                              | Ronnie O'Sullivan (4)               | Judd Trump                          | 10–6                                | 2022-2023                           |
| 2023                                | Bolton                              | Mark Allen (2)                      | Judd Trump                          | 10–3                                | 2023-2024                           |
| 2024                                | Bolton                              | Mark Williams                       | Xiao Guodong                        | 10–6                                | 2024-2025                           |

## Bilan par pays
| Pays            | Joueurs | Total | Premier titre | Dernier titre |
| --------------- | ------- | ----- | ------------- | ------------- |
| Angleterre      | 3       | 6     | 2013          | 2022          |
| Pays de Galles  | 3       | 3     | 1978          | 2024          |
| Australie       | 1       | 2     | 2015          | 2019          |
| Irlande du Nord | 1       | 2     | 2020          | 2023          |
| Écosse          | 1       | 1     | 2016          | 2016          |